# 岡崎大五
岡崎 大五（おかざき　だいご、1962年10月12日 - ）は、日本の作家。下田市観光大使、NPO法人伊豆in賀茂6（いずインかもシックス）元理事長、下田市議会議員（2023年4月より）。本名は高橋 秀徳（たかはし　ひでなり）。

## 来歴
愛知県岡崎市生まれ。文化学院中退後、アジア放浪の旅に出る。各地で働きながら旅を続け、30歳で帰国。1994年に海外旅行専門の添乗員となり、年間250日以上を旅の空の下で暮らす。これまでに訪問した国は延べ85カ国に及ぶ。
アジア放浪の旅の途中、パキスタンのクエッタで旅行作家・雑誌編集者の蔵前仁一と知り合い、のちに蔵前に宛てて一通の手紙を送る。その手紙には、岡崎が面識のないタイ人女性との偽装結婚に巻き込まれてしまったという珍騒動の一部始終が綴られていたが、このエピソードを蔵前が大変におもしろがり、自身が編集・発行していたミニコミ誌「遊星通信」（のちの雑誌「旅行人」の前身）1993年1・2月号（通巻27号）に読み切りのエッセイとして掲載。これを皮切りに、「遊星通信」1993年4月号（通巻29号）より「バンコク・スワンプー通り」の連載を開始。誌名が「旅行人」と改まって以降も連載が続き、1996年12月号（通巻70号）まで延べ37回にわたって掲載された。「旅行人」にはこの他にも不定期に読み切りのエッセイを寄稿するなど、同誌の常連執筆陣のひとりとして名を連ねた。また、旅行作家の下川裕治が編集長を務める『格安航空券ガイド』でもコラムを執筆した。
ペンネームは蔵前が考案したもので、「岡崎」は出身地にちなみ、「大五」は「五大陸を旅した男」という意味合いを込めている。
1997年、自身初の単行本『添乗員騒動記』（旅行人）を刊行。
当時の交友関係に、加藤健二郎（軍事ジャーナリスト、バグパイパー）、常岡浩介（ジャーナリスト）、西牟田靖（ノンフィクション作家）、山崎まゆみ（コラムニスト）がいる。
2002年、11月25日放送のテレビ朝日系「ビートたけしのTVタックル」に出演。
2003年、静岡県下田市に移住。これは、趣味のサーフィンの適地を探しているうちに立ち寄った下田を気に入ったことが理由だった。
2010年、妻で水彩画家のいけみかなことともに下田市観光大使に任命される。2人は車で沖縄県を除く46都道府県を訪問し、行く先々で下田のPR活動を行う「下田キャラバン2010」を敢行。9月1日に下田を出発、65日間かけて延べ8,883kmを走破し、11月4日に下田に帰着。また、キャラバンと並行して、道中での各訪問先の印象やエピソードなどを綴ったルポ『同時進行ドキュメント　65日間日本一周　都会ではわからない「地方の真実」』を日刊ゲンダイ紙上にて同年9月7日号から11月6日号にかけて延べ41回にわたり連載した。
2011年5月、同年3月に発生した東日本大震災で特に甚大な被害を被った岩手・宮城・福島の3県を延べ5日間かけて訪問。現地で目の当たりにした被害の様子や地元住民が語った生の声を綴ったルポ『大新聞・TVが決して書かない　泥まみれドキュメント　被災地の真実』を日刊ゲンダイ紙上にて同年5月31日号から6月25日号にかけて延べ20回にわたり連載した。また、この被災地訪問の過程で窃盗・レイプなど震災による混乱に乗じた犯罪が多発していることも知り、そこから着想を得て執筆した小説『黒い魎（みずは）』を、翌2012年5月に祥伝社より出版した。さらに、同年6月末から7月初めにかけて、再び岩手・宮城・福島の各県を訪問。震災から1年以上経った現地の様子などを綴ったルポ『現地ドキュメント　どこも報じない被災地500日目の真実』を日刊ゲンダイ紙上にて同年8月1日号から8月9日号にかけて延べ6回にわたり連載した。
2017年、下田市内に実在する飲食店を舞台としたミステリー小説『伊豆下田料理飲食店組合事件簿』（全11回）をウェブサイト「伊豆下田100景」のコンテンツ内で連載した。
2019年、同年4月執行の下田市議会議員選挙に立候補。立候補者14名が定数13を争う図式となった同選挙において、同月21日の投開票の結果、得票数422票、14名中14位の最下位にて落選した。なお、落選が確定した直後、このときの選挙戦における支援者のひとりから、下田への移住促進と空き家バンク事業を主目的とするNPO法人の設立に参画するよう話を持ち掛けられ、同年7月に認可・発足したNPO法人伊豆in賀茂6の理事として名を連ね、2022年からは理事長。
2023年4月16日、同日付で告示の下田市議会議員選挙に２度目の立候補。立候補者15名が定数13を争う図式となった同選挙において、同月23日投開票の結果、岡崎は391票を集め、15名中13位にて初当選を果たした。同月、議員就任に伴い伊豆in賀茂6理事長を退任。なお、議員としての活動に際しては、本人からの申し出で市議会より許諾を得て、ペンネームの岡崎大五名義で公務にあたっている。

## 著書

### エッセイ・紀行文
- 『添乗員騒動記』旅行人、1997年 ISBN 9784947702081 / 角川書店<角川文庫>、2002年 ISBN 9784043654017
- 『添乗員奮戦記』旅行人、1999年 ISBN 9784947702173 / 角川書店<角川文庫>、2002年 ISBN 9784043654024
- 『「海外パックツアー」とことん活用術―パックで思い通りの旅をする！』かんき出版、1999年 ISBN 9784761257668
- 『熱闘ジャングルアイランド』青春出版社、1999年 ISBN 9784413031578
- 『アジア飯店―食にはじまり、食に笑い、食に苦しみ、食に泣いた、人情紀行』青春出版社<青春文庫>、1999年 ISBN 9784413091251
- 『意外体験！イスタンブール』祥伝社<祥伝社黄金文庫>、2000年 ISBN 9784396312152
- 『だましだまされ生きるのさ[29]』角川書店<文芸シリーズ>、2001年 ISBN 9784048732734
- 『意外体験！スイス―パックツアーを10倍楽しむ法』祥伝社<祥伝社黄金文庫>、2001年 ISBN 9784396312619
- 『おじさんバンコク大脱走―タイ5泊6日おとこ旅』トラベルジャーナル、2001年 ISBN 9784895595155
- 『添乗員狂騒曲』角川書店<角川文庫>、2003年 ISBN 9784043654031
- 『ヒッピー・ライフ』双葉社、2003年 ISBN 9784575234862
- 『添乗員世界遺産旅がらす』角川書店<角川文庫>、2004年 ISBN 9784043654048
- 『添乗員撃沈記』角川書店<角川文庫>、2004年 ISBN 9784043654055
- 『笑える！世界の七癖 エピソード集』PHP<PHP新書>、2005年 ISBN 9784569773032
- 『添乗員疾風録』角川書店<角川文庫>、2005年 ISBN 9784043654062
- 『添乗員漂流記』角川書店<角川文庫>、2006年 ISBN 9784043654079
- 『バンコク危機一髪[30]』角川書店<角川文庫>、2006年 ISBN 9784043654086
- 『日本は世界で第何位？』新潮社<新潮新書>、2007年 ISBN 9784106102400
- 『日本の食欲、世界で第何位？』新潮社<新潮新書>、2010年 ISBN 9784106103513
- 『腹ペコ騒動記　世界満腹食べ歩き』講談社、2017年 ISBN 9784062207911

### 小説
- 『アジアン・ルーレット』祥伝社<祥伝社文庫>、2008年 ISBN 9784396334406
- 『アフリカ・アンダーグラウンド』祥伝社<祥伝社文庫>、2009年 ISBN 9784396335120
- 『北新宿多国籍同盟』祥伝社<祥伝社文庫>、2010年 ISBN 9784396335960
- 『裏原宿署特命捜査室さくらポリス』祥伝社<祥伝社文庫>、2010年 ISBN 9784396336554
- 『黄金のニート』徳間書店<徳間文庫>、2011年 ISBN 9784198934439
- 『汚名　裏原宿署特命捜査室』祥伝社<祥伝社文庫>、2012年 ISBN 9784396337421
- 『黒い魎』祥伝社、2012年 ISBN 9784396633868
- 『生還の海』徳間書店<徳間文庫>、2013年 ISBN 9784198936419
- 『俺はあしたのジョーになれるのか』祥伝社<祥伝社文庫>、2013年 ISBN 9784396338947
- 『サバーイ・サバーイ　小説　在チェンマイ日本国総領事館』講談社、2014年 ISBN 9784062192965
- 『伊豆下田料理飲食店組合事件簿』

### 共編著
- 下川裕治 『アジア辺境紀行』徳間文庫、1999年2月 ISBN 9784198910488
- 下川裕治 『笑うアジア－苦笑・失笑・爆笑』双葉社、1999年10月 ISBN 9784575290271
- 『行ってはいけないアジア』竹内書店新社アジア編集部、2000年8月 ISBN 9784803503029
- 『行ってはいけないタイ』竹内書店新社アジア編集部、2001年6月 ISBN 9784803503265